# Tống Khánh Linh
Tống Khánh Linh (giản thể: 宋庆龄; phồn thể: 宋慶齡; bính âm: Sòng Qìnglíng; Wade–Giles: Sung Ch'ing-ling, ngày 27 tháng 1 năm 1893 – ngày 29 tháng 5 năm 1981) là một trong ba chị em họ Tống - ba chị em có ba người chồng là một trong những nhân vật chính trị nổi bật nhất Trung Quốc của đầu thế kỷ 20. Tống Khánh Linh là phu nhân của Tôn Trung Sơn, tổng thống đầu tiên của Trung Hoa Dân Quốc. Sau chiến thắng của Đảng Cộng sản Trung Quốc trong Nội chiến Trung Quốc năm 1949, bà ở lại Trung Quốc và trở thành Phó Chủ tịch Cộng hòa Nhân dân Trung Hoa. Bà còn có tên tiếng Anh là Rosamond. Bà được biết đến là "người mẹ của Trung Quốc hiện đại".

## Tiểu sử
Bà được sinh ra trong gia đình một nhà kinh doanh và mục sư giàu có Tống Gia Thụ tại quận Hoàng Phố, Thượng Hải, quê gốc Văn Xương, bà theo học trường Motyeire dành cho nữ sinh ở Thượng Hải, và tốt nghiệp từ Wesleyan College ở Macon, Georgia, Hoa Kỳ.

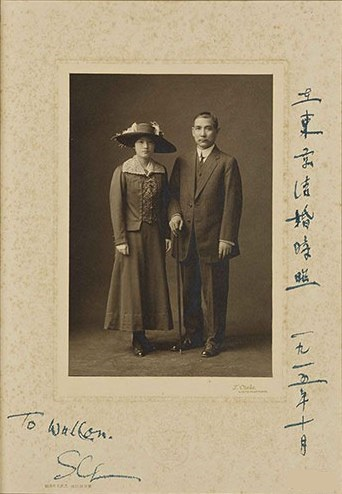
Tống Khánh Linh và Tôn Trung Sơn trong ngày cưới 1915

Bà kết hôn với Tôn Trung Sơn ở Nhật Bản vào ngày tháng 10 năm 1915 nhưng Tôn Trung Sơn trước đó đã kết hôn với Lô Mộ Trinh. Bố mẹ Tống Khánh Linh kịch liệt phản đối cuộc hôn nhân này do Tôn Trung Sơn lớn hơn Tống Khánh Linh 26 tuổi. Sau khi Tôn Trung Sơn mất năm 1925, bà đã được bầu vào Ban Chấp hành Trung ương của Trung Hoa Quốc Dân Đảng năm 1926. Tuy nhiên, bà tự lưu vong ở Moskva sau khi Quốc Dân Đảng thanh lọc, đàn áp, giết hại những người thân cộng, thiên tả trong đảng này năm 1927.
Dù Tống Khánh Linh hòa giải với Quốc dân Đảng trong Chiến tranh Trung-Nhật (1937-1945), bà đã đứng về phe Cộng sản trong Nội chiến Trung Quốc. Bà đã không vào Đảng Cộng sản Trung Quốc mà lập ra Ủy ban cách mạng Quốc dân đảng Trung Quốc, một phần của Mặt trận thống nhất (hiện nay Ủy ban cách mạng Quốc Dân Đảng Trung Quốc vẫn tồn tại ở Trung Quốc, là chính đảng đứng thứ hai sau Đảng Cộng sản).
Năm 1939 bà đã thành lập Liên đoàn Phòng vệ Trung Hoa (China Defense League), sau này trở thành Viện Phúc lợi Trung Hoa (China Welfare Institute). Ủy ban của viện hoạt động chủ yếu về các vấn đề sức khỏe bà mẹ và trẻ em, giáo dục mầm non, và các hoạt động liên quan đến trẻ em.
Đầu thập niên 1950, bà đã thiết lập tạp chí China Reconstructs, nay có tên China Today Lưu trữ ngày 7 tháng 6 năm 2007 tại Wayback Machine, với sự trợ giúp của Israel Epstein. Tạp chí này được xuất bản hàng tháng (nguyệt san) bằng 6 thứ tiếng (tiếng Hoa, tiếng Anh, tiếng Pháp, tiếng Đức, tiếng Ả Rập và tiếng Tây Ban Nha).
Sau khi thành lập Cộng hòa Nhân dân Trung Hoa, bà đã trở thành Phó chủ tịch Cộng hòa Nhân dân Trung Hoa, Chủ tịch Hội Hữu nghị Trung-Xô kiêm Chủ tịch danh dự của Liên đoàn Phụ nữ toàn Trung Hoa. Năm 1951 bà đã được trao Giải thưởng Hòa bình Stalin, (Giải thưởng Hòa bình Lenin sau khi Stalin bị phủ định), và vào năm 1953 một bộ sưu tập các bài viết của bà, Đấu tranh cho nước Trung Hoa mới, đã được xuất bản. Từ 1968 đến 1972 bà đã giữ chức đồng nguyên thủ quốc gia với Đổng Tất Vũ (董必武).
Ngày 16 tháng 5 năm 1981, hai tuần trước khi mất, bà đã được kết nạp vào Đảng Cộng sản Trung Quốc và đã được ban danh hiệu Chủ tịch danh dự Cộng Hòa Nhân dân Trung Hoa. Bà là người duy nhất được ban danh hiệu này.
Trong khi tất cả các anh chị em trong gia đình bà đều theo phe Trung Hoa Quốc dân Đảng, chẳng hạn cô em Tống Mỹ Linh, người đứng về phe chồng là Tưởng Giới Thạch và chạy ra Đài Loan cùng với chính quyền Trung Hoa Quốc dân Đảng, hoặc bà chị là Tống Ái Linh lấy chồng là Khổng Tường Hy theo phe Quốc Dân Đảng, duy nhất Tống Khánh Linh ở lại Trung Quốc đại lục theo Đảng Cộng sản Trung Quốc và là một hình ảnh được yêu quý ở Trung Quốc đại lục. Em trai bà là Tống Tử Văn từng làm Bộ trưởng Ngoại giao, Bộ trưởng Tài chính và Thủ tướng Trung Hoa Dân Quốc.

## Hình ảnh trong phim ảnh
Năm 1997 một bộ phim điện ảnh Hồng Kông có tên "Chị em nhà họ Tống" (宋家皇朝), bà được nữ diễn viên Trương Mạn Ngọc đóng vai.